# Сус (нохія)
Сус (араб. ناحية سوسة‎‎) — нохія у Сирії, що входить до складу району Абу-Кемаль провінції Дайр-ез-Заур. Адміністративний центр — м. Сус.
| Сирія | Це незавершена стаття з географії Сирії. Ви можете допомогти проєкту, виправивши або дописавши її. |